# Piper taiwanense
Piper taiwanense är en pepparväxtart som beskrevs av T.T. Lin & S.Y. Lu. Piper taiwanense ingår i släktet Piper och familjen pepparväxter. Inga underarter finns listade i Catalogue of Life.